# Só as Antigas - Live Show
Só as Antigas - Live Show é o oitavo álbum ao vivo da dupla César Menotti & Fabiano, lançado em 12 de junho de 2020 pela Som Livre.

## Sobre o projeto
As canções foram extraídas de uma transmissão ao vivo realizada no canal oficial da dupla no YouTube, em 16 de abril de 2020. Nessa transmissão a dupla interpreta e homenageia clássicos da música sertaneja e também relembra histórias do começo da carreira.

## Lista de Faixas
| N.º            | Título                                  | Compositor(es)                            | Duração |  |
| 1.             | "Pense em Mim"                          | Douglas Maio José Ribeiro Mario Soares    | 2:39    |  |
| 2.             | "Você Vai Ver"                          | Elias Muniz Carlos Colla                  | 3:20    |  |
| 3.             | "Página de Amigos"                      | Rick Alexandre                            | 3:01    |  |
| 4.             | "Passou da Conta"                       | Bruno Felipe                              | 3:39    |  |
| 5.             | "Como um Anjo"                          | Lucas Robles Roberto Merli                | 2:38    |  |
| 6.             | "Dois Corações e uma História"          | Carlos Randall Danimar                    | 4:15    |  |
| 7.             | "Temporal de Amor"                      | Cecílio Nena                              | 3:18    |  |
| 8.             | "Ligação Urbana"                        | Jailton Paschoal                          | 3:01    |  |
| 9.             | "Coração Está em Pedaços / Fica Comigo" | Zezé Di Camargo / Piska, Eduardo, Adriano | 4:00    |  |
| 10.            | "Vida Cigana"                           | Geraldo Espíndola                         | 1:37    |  |
| 11.            | "Entre Tapas e Beijos"                  | Antônio Bueno Nilton Lamas                | 2:59    |  |
| 12.            | "Vida Vazia"                            | Bruno Felipe                              | 3:07    |  |
| 13.            | "24 Horas de Amor"                      | Carlos Cézar José Fortuna                 | 2:46    |  |
| 14.            | "Sem Medo de Ser Feliz"                 | Z. Camargo                                | 3:12    |  |
| 15.            | "Não Olhe Assim"                        | César Augusto César Rossini               | 2:55    |  |
| 16.            | "Nova York"                             | Chrystian Ralf                            | 2:57    |  |
| Duração total: | Duração total:                          | Duração total:                            | 49:24   |  |